# Budatin
Budatin (szlovákul: Budatín) Zsolna város településrésze Szlovákiában.

## Fekvése

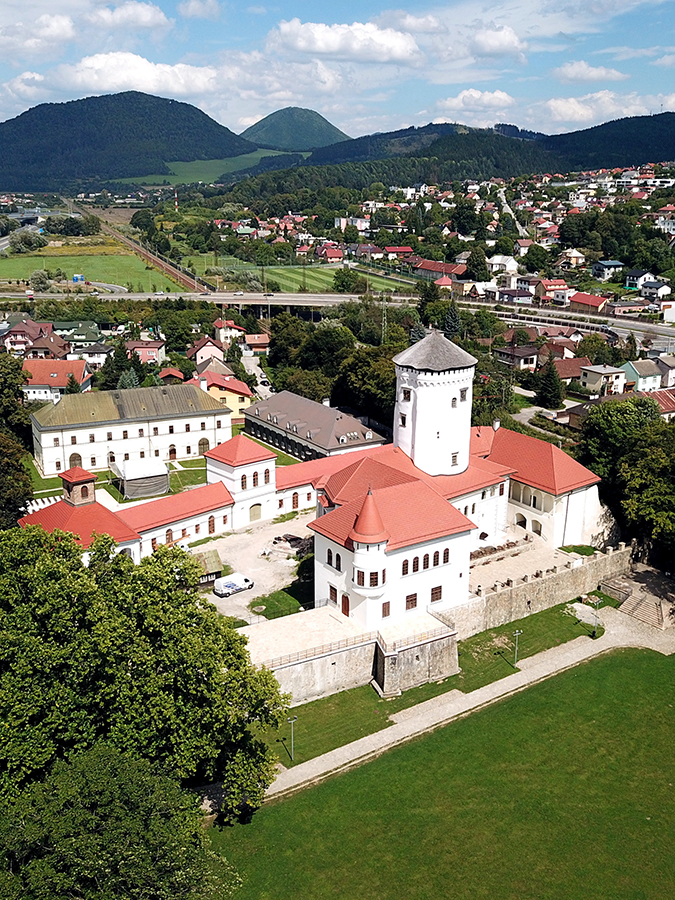
Budatin vára légi fotón

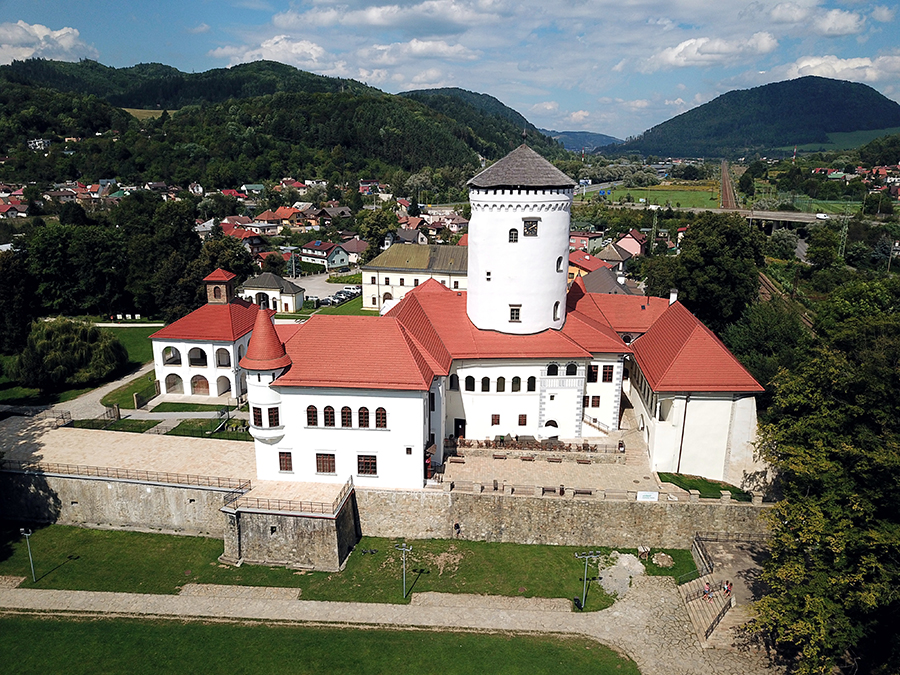
Budatin vára légi felvételen

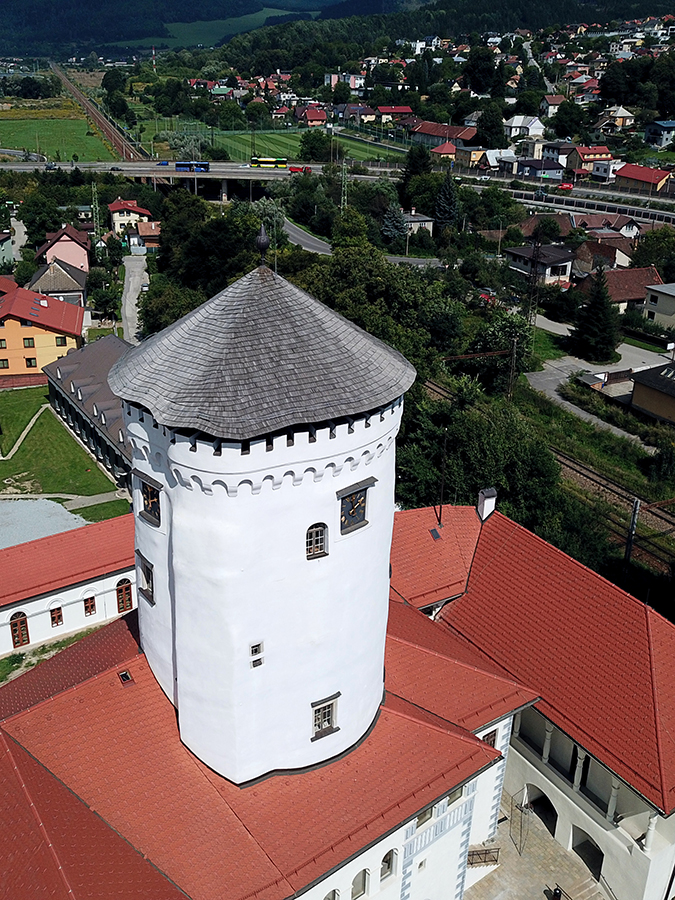
A vár tornya madártávlatból (Budatin)

Zsolna központjától 1 km-re északra, a Vág jobb, a Kiszuca bal partján, annak torkolatánál fekszik. A Kiszuca-folyónak a Vág-folyóba torkollásánál levő földnyelven áll Budatín vára.

## Története
Budatín várát a Balassa család építtette a 13. század második felében, egykor egy mesterséges csatorna miatt valójában szigeten állott. Kezdetben egyetlen toronyból állt, majd a 14. században palotaszárnyak épültek hozzá. Zsigmond király 1397-es vágvölgyi hadjárata során leromboltatta, de újra felépült. A 15. században a Szúnyogh családé, majd a Csákyaké lett, akik 1944-ig birtokolták. A 18. században ők építették fel a várhoz csatlakozó hatalmas kastélyszárnyat, melyet pompásan berendeztek. 1848. december 4-én itt verte meg, majd a Jablonka-hágón át kiszorította az országból a magyar sereg Hurban szlovák felkelő seregét. 1849. január 2-án Hurban vereségének megbosszulására Götz osztrák tábornok felgyújtotta. Ekkor pusztult el gazdag könyvtára és levéltára. 1870–1918 között laktanya, majd Csáky Géza 1930-ban helyreállíttatta és művészien rendezte be. Jellegzetessége hat emeletnyi magas lakótornya.
A 18. század végén Vályi András így ír róla: „BUDETIN. Jeles Vár Trentsén Vármegyében, birtokosa Gróf Szúnyog Uraság, fekszik Óváron egy mértföldnyivel alól, Vág vizének bal oldala partyán, díszes épűlete szép lakó helyet szolgáltat, kies mezösége van, völgyes, és hegyes szantó földgyei termékenyek; Buben hegye, melly a’ rajta nevekedett tserfáktól vette a’ tót szó ereje után nevezetét, fekszik a’ Várnak egyik oldalánál, ’s a’ Sztretsnai, és Budeténi Uradalmakat elválaszttya egy mástól, mellyek miatt néhai Gróf Vesélényi sok perlekedésekre szolgáltatott alkalmatosságot, főképen 1712. midőn közönséges Ország gyülésén vétetett vala fel e’ dolog. Vidékje terjed Kisucza Ujhely Mező Városig.”
Fényes Elek 1851-ben kiadott geográfiai szótárában így ír a faluról: „Budetin, tót falu, Trencsén vármegyében, Zsolnával általellenben a Vágh jobb partján, a Kisucza vize beleömlésénél. Fekvése igen szép, határja messze kiterjed; szántóföldjei hegyesek, völgyesek, de jól fizetők; régi tágas vára nézésre méltó. Lakja 355 kath., 3 evang., 7 zsidó. F. u. most gr. Csáky István örökösei, a feje egy uradalomnak, mellyhez 20 helységek kapcsoltattak. Hajdan Szunyogh fam. birta.”
1910-ben 1024 lakosából 775 szlovák és 185 magyar anyanyelvű volt. Budatín a trianoni békéig Trencsén vármegye Kiszucaújhelyi járásához tartozott.

## Nevezetességek
- A várban található az 1942-ben alapított Vágmente Múzeum (szlovákul Považské Múzeum) hagyományos drótos mesterséget bemutató állandó kiállításának megközelítőleg 350 kiállítási tárgya.

## Irodalmi hivatkozások
Arany János: Katalin, 1850 
Mikszáth Kálmán - Beszterce ostroma
Jókai Mór: Szeretve mind a vérpadig

## Itt születtek
- Udránszky László (Budatin, 1862. október 12. – Budapest, 1914. március 21.) orvos, fiziológus, egyetemi tanár, a Magyar Tudományos Akadémia tagja.